# Одольрик (граф Асти)
Одольрик (также Одельрик или Ольдорик; лат. Odolricus или Oldoricus; умер не ранее 889) — граф Асти во второй половине 880-х годов.

## Биография
О происхождении Одольрика сведений не сохранилось. Возможно, он родился в 850-х годах, так как во второй половине 880-х годов у него уже был взрослый сын. Некоторые авторы предполагают, что Одольрик мог быть сыном графа Суппо II, но это мнение вряд ли достоверно.
Возможно, до того как стать правителем Асти, Одольрик мог быть приближённым графа Лиутфрида IV, и вместе с ним в октябре 879 года быть отлучённым от церкви папой римским Иоанном VIII за захват имущества, принадлежавшего императрице Ангельберге.
Предшествовавшим Одольрику известным по имени правителем города Асти был упоминавшийся в 880 году виконт Батерик, действовавший от имени графа Суппо II. В одном из писем папы римского Иоанна VIII от 881 года упоминался неназванный по имени граф Асти. Однако кто была эта персона, граф Суппо II или уже его преемник, точно не установлено.
В единственном современном Одольрику документе сообщается, что в ноябре 887 года он вместе со своим сыном Аутерием возглавлял собрание знати города Асти. На нём рассматривался спор между епископами Иосифом Астийским и Ланцием Туринским о принадлежности их епархиям нескольких виноградников и оливковых рощ вблизи Савоны. В документе Одольрик назван графом (лат. «Odolricus inluster comis de civitate Hastensi»), но возможно, что он мог быть только виконтом одного из Суппонидов.
По мнению Э. Хлавички, этот Одольрик не тождественен упоминаемому в «Антаподосисе» Лиутпранда Кремонского одноимённому пфальцграфу, погибшему в 921 году в сражении с венграми около Брешиа. Возможно, пфальцграф мог быть сыном графа Асти. Скорее всего, Одольрик был сторонником Беренгара I Фриульского во время борьбы того с Гвидо Сполетским за престол Итальянского королевства в 888—889 годах. В этом случае он тождественен упоминаемому в «Деяниях Беренгара» королевскому приближённому Ольрику. После победы над Беренгаром Гвидо включил Асти в состав Иврейской марки. Новым здешним правителем был назначен виконт Ротберт, управлявший городом от имени маркграфа Анскара.